# Сыктывкарский ЛПК
«Сыктывкарский ЛПК» (АО «СЛПК») — российский целлюлозно-бумажный комбинат. Предприятие расположено в Эжвинском районе Сыктывкара. На предприятии занято до 4,5 тыс. человек (2024 г.). В 2015 году комбинат входил в перечень системообразующих организаций России. До октября 2023 года принадлежал австрийской компании Mondi. 
Сыктывкарский ЛПК контролирует 13 республиканских компаний, занимающихся лесозаготовительными работами и поставляющими сырье для ЛПК.

## История
- 1963 год — начато строительство Сыктывкарского лесопромышленного комплекса по решению Совета министров СССР от 1957 года.
- 25 июня 1969 — запущена в эксплуатацию первая картоноделательная машина. Официальный день рождения СЛПК.
- 30 июня 1970 — Сыктывкарский ЛПК выпустил первую типографскую бумагу.
- 1971 год — внедрена технология производства двухслойной бумаги-основы типа «тетрапак».
- В сентябре 1971 — на Сыктывкарском ЛПК государственная комиссия приняла в эксплуатацию сушильную машину по производству 133,4 тысячи тонн товарной беленой целлюлозы.
- 29 декабря 1972 — госкомиссия подписала акт о приёмке на Сыктывкарском ЛПК гидролизно-дрожжевого завода мощностью 25,5 тысячи тонн кормовых белковых дрожжей в год.
- 2 июля 1973 — госкомиссия подписала акт о приёмке фурфурольного потока гидролизно-дрожжевого завода.
- В сентябре 1974 года сдан в эксплуатацию цех по производству 40 тысяч тонн древесной массы в год.
- 16 октября 1974 — на Сыктывкарском лесопромышленном комплексе состоялся митинг, посвящённый варке первого миллиона тонн целлюлозы со дня пуска предприятия.
- В декабре 1974 года принят в эксплуатацию цех таллового масла мощностью 6 тысяч тонн в год.
- 1993 год — регистрация ОАО «Сыктывкарский ЛПК», уставной капитал составил 1 млрд 291 млн 868 тыс. руб.
- 1996 год — СЛПК становится полностью частной компанией.
- 2002 год — австрийская компания «Нойзидлер АГ», дочернее предприятие «Монди Европа», выкупила контрольный пакет акций компании.
- январь 2003 года — переименование в ОАО «Нойзидлер Сыктывкар».
- январь 2005 года — переименование в «Монди Бизнес Пейпа СЛПК».
- январь 2008 года — переименование в «Монди СЛПК».
- июль 2008 года — сентябрь 2010 — модернизация производства (проект «СТЕП»). Сумма инвестиций составила 545 млн евро[5].
- май 2011 года — на предприятии сварена 15-миллионная тонна целлюлозы.
- ноябрь 2023 года — переименование в АО «Сыктывкарский ЛПК» [6].

## Деятельность
До октября 2023 года Сыктывкарский комбинат входил в подразделение «Mondi Uncoated Fine Paper» (Немелованные высококачественные бумаги Группы Mondi).
Комбинат специализируется на выпуске офисной и офсетной бумаг, также производит газетную бумагу, тарный картон, белёный картон для плоских слоёв гофрированного картона Komiwhite, сухую товарную целлюлозу. Известный бренд компании — офисная бумага «Снегурочка».
За год предприятие потребляет свыше 3 млн тонн древесины, продукция предприятия покрывает треть российского рынка бумаги и экспортируется в 80 стран мира.
На предприятии работают три бумагоделательные машины и одна картоноделательная машина. В 2012 году объём выпускаемой продукции превысил 900 тыс. тонн, при этом компания использовала более 4 млн кубометров балансовой древесины.
В 2022 году Mondi заключила соглашение о продаже актива структурам владельца «Фармстандарта» Виктора Харитонина за €1,5 млрд (95 млрд рублей). В июне 2023 года группа Mondi вышла из сделки, так как стороны не смогли получить разрешение от правительственной комиссии по контролю за иностранными инвестициями.
В сентябре 2023 года Mondi объявила о продаже Сыктывкарского комбината дочерней структуре девелоперской компании Sezar Group Исая Захаряева за 80 млрд рублей. По условиям сделки право собственности к новому владельцу должно было перейти до конца 2023 года. Однако сделка была ускорена, и в начале октября 2023 года Mondi официально завершила выход с российского рынка.